# 장동역 (장흥)
장동역(Jangdong Station, 長東驛)은 전라남도 장흥군 장동면 배산리에 위치한 목포보성선의  철도역이다. 2025년 9월 27일에 영업 개시 예정이다.

## 연혁
- 2025년 5월 12일 : 역명 확정[1]
- 2025년 9월 27일 : 영업 개시 예정